# Saltillomimus
Saltillomimus rapidus is een theropode dinosauriër, behorend tot de Maniraptoriformes, die tijdens het late Krijt leefde in het gebied van het huidige Mexico.
In 1998 vond Martha Carolina Aguillón Martínez bij La Majada nabij General Cepeda resten van een theropode. In 2010 beschreef ze die in haar dissertatie en benoemde ze als Saltillomimus rapidus maar dat bleef voorlopig een ongeldige nomen ex dissertatione.
Op 20 november 2014 kondigde Martínez aan die geldig te gaan publiceren als de typesoort Saltillomimus rapidus. De geslachtsnaam verbindt een verwijzing naar Saltillo, in het Museo del Desierto waarvan ze hoofd Paleontologie der Gewervelden is, met een Oudgrieks μῖμος, mimos, "imitator", vanwege het behoren tot de Ornithomimosauria. De soortaanduiding betekent "de snelle" in het Latijn, een verwijzing naar de hoge snelheid die het dier kon halen, door de beschrijfster geschat op zeventig à tachtig kilometer per uur.
Het holotype, SEPCP 16/237, is gevonden in een laag die dateert uit het late Campanien, ongeveer 72,5 miljoen jaar oud. Het bestaat uit een gedeeltelijk skelet zonder schedel van een volwassen individu. Bewaard zijn gebleven: delen van het bekken, een rechterachterpoot en handbeenderen. In de directe nabijheid werden verdere beenderen gevonden die wellicht van hetzelfde individu afkomstig zijn. Ze omvatten een schaambeen en een linkerachterpoot. Daarnaast waren er botten aanwezig van de voorkant van een klein dier, mogelijk een jong van Saltillomimus, specimen SEPCP 16/221. Een derde locatie, bij Ramos Arizpe, leverde ook ornithomimische beenderen, waaronder wervels, op die eerder werden verwezen als een cf. Ornithomimus sp.
Saltillomimus was een relatief grote ornithomimosauriër met een geschatte lichaamslengte van drie meter.
Saltillomimus toont een mengeling van basale en geavanceerde kenmerken die een verwantschap met zowel Aziatische als Noord-Amerikaanse vormen doet vermoeden. Het robuuste dijbeen bijvoorbeeld, is een basaal kenmerk. Het is de meest zuidelijke ornithomimosauriër die bekend is.